# Kraftwerk Eitting
Das Kraftwerk Eitting ist ein Laufwasserkraftwerk am Mittlere-Isar-Kanal bei Eitting im bayerischen Landkreis Erding.
Es bildet die vierte Stufe der Kraftwerkstreppe am Mittlere-Isar-Kanal und wurde von 1921 bis 1925 im Rahmen des ersten Bauabschnitts des Kanals von der Mittlere Isar AG errichtet. Diese Gesellschaft wurde später vom Bayernwerk übernommen, das 2000 in der E.ON aufging, der Muttergesellschaft des früheren Betreibers E.ON Wasserkraft GmbH, von der sie durch Umwandlungen zur Uniper Kraftwerke GmbH gelangten. Die architektonische Gestaltung des Kraftwerks stammt von Karl Söldner, München. Das Bauwerk steht unter Denkmalschutz. Zum Bau wurde die Bahnstrecke Altenerding–Pfrombach errichtet.

## Technik und Betrieb
Das Kraftwerk hat ein Gefälle von 25,3 m. Vom Einlaufbauwerk wird das Wasser in vier großen Druckrohren mit einem Durchmesser von 5 m und einer Länge von rund 30 m zu den vier Francis-Turbinen in der quer zum Kanal stehenden Maschinenhalle geleitet. Erstmals in der Welt wurden im Kraftwerk Eitting und im technisch ähnlichen Kraftwerk Aufkirchen die Francis-Turbinen liegend mit senkrechter Welle und je einem darüber auf einem starken Gewölbe gelagerten Generator ausgeführt. Die elektrische Leistung des Kraftwerks beträgt 26 MW. Das Kraftwerk erzeugt auch Bahnstrom.
Östlich der Maschinenhalle befindet sich der so genannte Leerschuss, ein Kanal, in dem das Wasser am Kraftwerk vorbei geleitet werden kann.
Das Kraftwerk hatte bis vor ein paar Jahren noch eine eigene Steuerzentrale, musste aber als Teil der Kraftwerkstreppe schon immer im Einklang mit den anderen Kraftwerken gesteuert werden. Dazu erhielt es die Vorgaben aus dem Kraftwerk Neufinsing, in dem alle relevanten Daten koordiniert wurden. Später wurde das Kraftwerk Eitting, wie alle Kraftwerke der E.ON Wasserkraft entlang des Mittlere-Isar-Kanals, zentral vom Kraftwerk Neufinsing überwacht und gesteuert. Im Kraftwerk Eitting wird Personal deshalb nur noch für die notwendigen Wartungs- und Instandsetzungsarbeiten benötigt. Seit dem 1. Mai 2011 werden alle Kraftwerke der E.ON Wasserkraft an der Isar, am Lech und an der Donau von deren Hauptsitz in Landshut aus gesteuert.
Das operative Geschäft der E.ON Kraftwerke GmbH wurde mit Wirkung zum 25. September 2015 durch zwei Ausgliederungen über die Uniper Holding GmbH auf deren Tochterunternehmen Uniper Kraftwerke GmbH übertragen. Seit Dezember 2022 gehört die Gesellschaft als Teil der Uniper Holding GmbH als indirekte Folge des russischen Überfalls auf die Ukraine zu 99,12 % dem deutschen Staat.